# Srietiensk
Srietiensk (ros. Сретенск) – miasto w Rosji, w Kraju Zabajkalskim, nad Szyłką.
Liczba mieszkańców: 8192 (spis ludności z roku 2002)
Miejscowość została założona w 1689, a prawa miejskie otrzymała w 1783 r.

## Ludność
| Rok  | Liczba |
| ---- | ------ |
| 1897 | 1400   |
| 1926 | 8600   |
| 1939 | 13 528 |
| 1959 | 15 138 |
| 1970 | 13 805 |
| 1979 | 13 414 |
| 1989 | 10 445 |
| 2002 | 8192   |
| 2010 | 6850   |